# خط پیوند-منفی
خط پیوند-منفی (انگلیسی: Hyphen-minus) (-) یک نویسه است که در نمایش دیجیتالی و رایانش با خط پیوند (‐) یا علامت‌های مثبت و منفی (−) نمایش داده می‌شود.
همچنین در یونی‌کد در موقعیت کد U+002D - hyphen-minus نمایش داده می‌شود و در استاندارد اسکی هم مقدار مشابه را دارد.

## به عنوان علامت منفی
بسیاری از
زبان برنامه‌نویسی
محدود به ۷ بایت استاندارد اسکی هستند و خط پیوند- منفی به جای U+2212 − minus sign برای عدد منفی یا منها استفاده می‌کنند.
علامت منفی به اندازهٔ علامت مثبت عرض دارد در تایپ‌فیس از علامت پیوند بلندتر است.